# اوا داوکوفسکا
اِوا داوْکوفسکا (لهستانی: Ewa Dałkowska؛ زادهٔ ۱۰ آوریل ۱۹۴۷ – درگذشتهٔ ۸ ژوئن ۲۰۲۵) بازیگر اهل لهستان بود. وی دانش‌آموختهٔ دانشگاه برسلاو (۱۹۷۰) و آکادمی ملی هنرهای نمایشی الکساندر زلوروویچ در ورشو (۱۹۷۲) است.
از فیلم‌ها یا برنامه‌های تلویزیونی که وی در آن نقش داشته‌است، می‌توان به ... من مخالفم، گوش آقای رئیس، هنرمندان، روزها و شب‌ها، بازیگران شهرستانی، اسمولنسک، صفر-هفت، به‌گوشم، قانون حقیقی، کورچاک، شکنجه و سالی از خورشید خاموش اشاره کرد.